# رودخانه قرمز می‌شود
رودخانه قرمز می‌شود (به انگلیسی: River Runs Red) فیلمی محصول سال ۲۰۱۸ و به کارگردانی وس میلر است. در این فیلم بازیگرانی همچون تای دیگز، جان کیوسک، جرج لوپز، لوک همسورث، جیانی کاپالدی، بریانا اویگان، آرجی میته و ژاکلین فلیمینگ ایفای نقش کرده‌اند.